# Feuchtkammerkultur

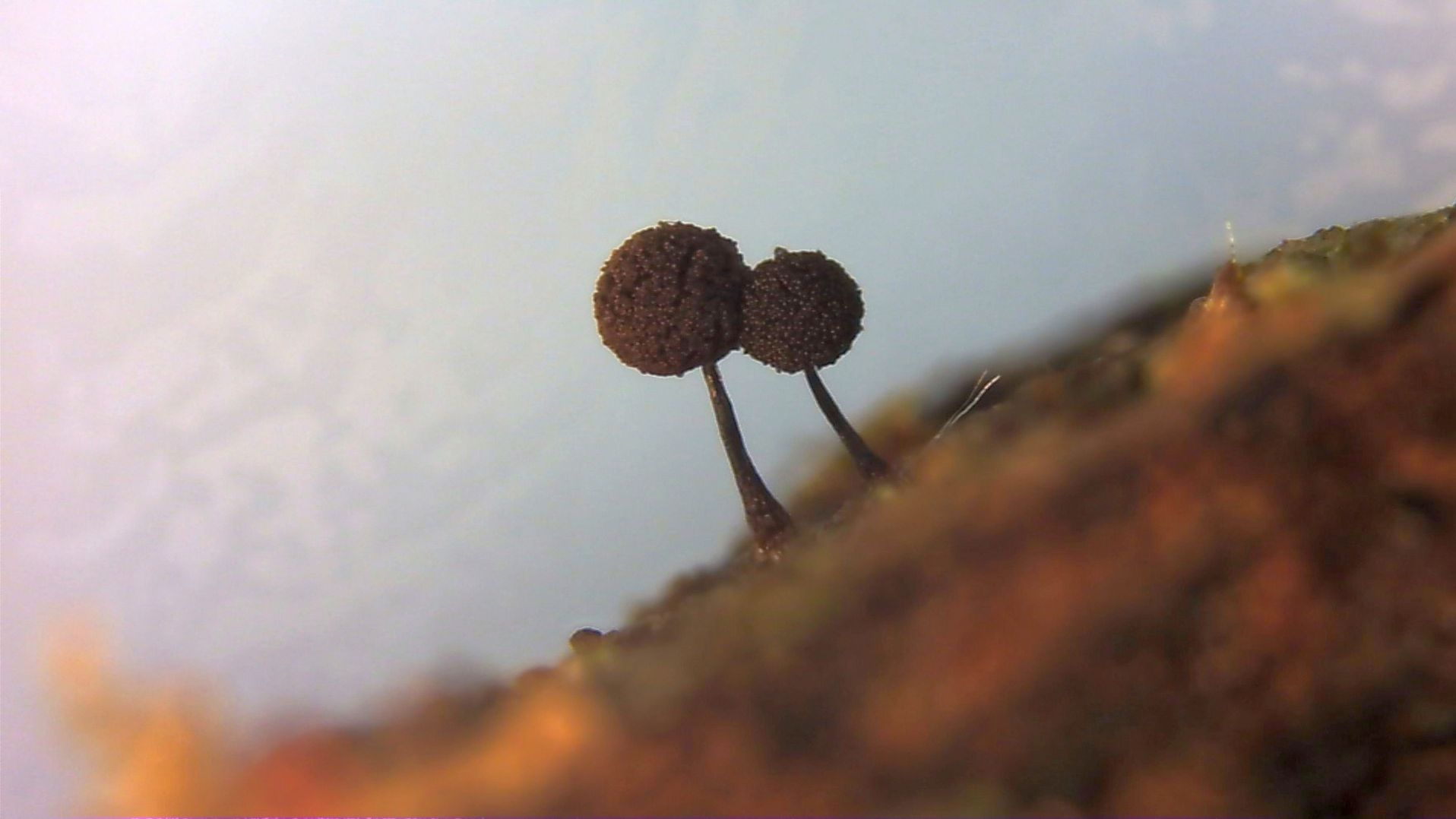
Paradiacheopsis cribrata in Feuchtkammerkultur an Rinde von Fichte

Eine Feuchtkammerkultur ist eine Zucht um z. B. Schleimpilze zu züchten, welche im Feld selten aufgefunden werden, da sie zu klein oder unscheinbar sind. Diese Methode bringt bis zu 90 % positive Ergebnisse und wurde zuerst von Gilbert & Martin entwickelt, um rindenbewohnende Algen zu studieren, wobei etliche Myxomyceten erschienen.
Die Kultur anzulegen ist ziemlich einfach: Der Boden von kleinen Plastikschachteln o. ä. wird mit Zellstoff ausgelegt. Anschließend wird das Substrat eingebracht: Rindenstücke von Bäumen, Laub, abgestorbene Äste oder reife Früchte (Erle, Buche etc.). Das ganze wird mit Wasser durchfeuchtet bis sich ein Wasserfilm auf der Oberfläche abgesetzt hat (überschüssiges Wasser abgießen) und nun verschließen mit einem Deckel oder durchsichtiger Folie und an einem hellen Ort bei Zimmertemperatur aufstellen.
Nach einem Tag können sich schon die Myxomyceten entwickeln. Die Entwicklung kann bis zu mehreren Monaten dauern, sofern diese nicht vorher verschimmeln.
Die Proben können dann anhand einer Lupe oder unter dem Stereomikroskop untersucht werden.
Bei nicht ganz ausgereiften Proben bilden sich oft abnorme Fruchtkörper, welche sich auch durch unnatürliche Groß- oder Kleinsporen auszeichnen. Diese sind für die weitere Bestimmung meist ungeeignet.
Eine genauere Anleitung findet sich auch bei Steven L. Stephenson (in Englisch).